# Pinóquio (filme de 2022)

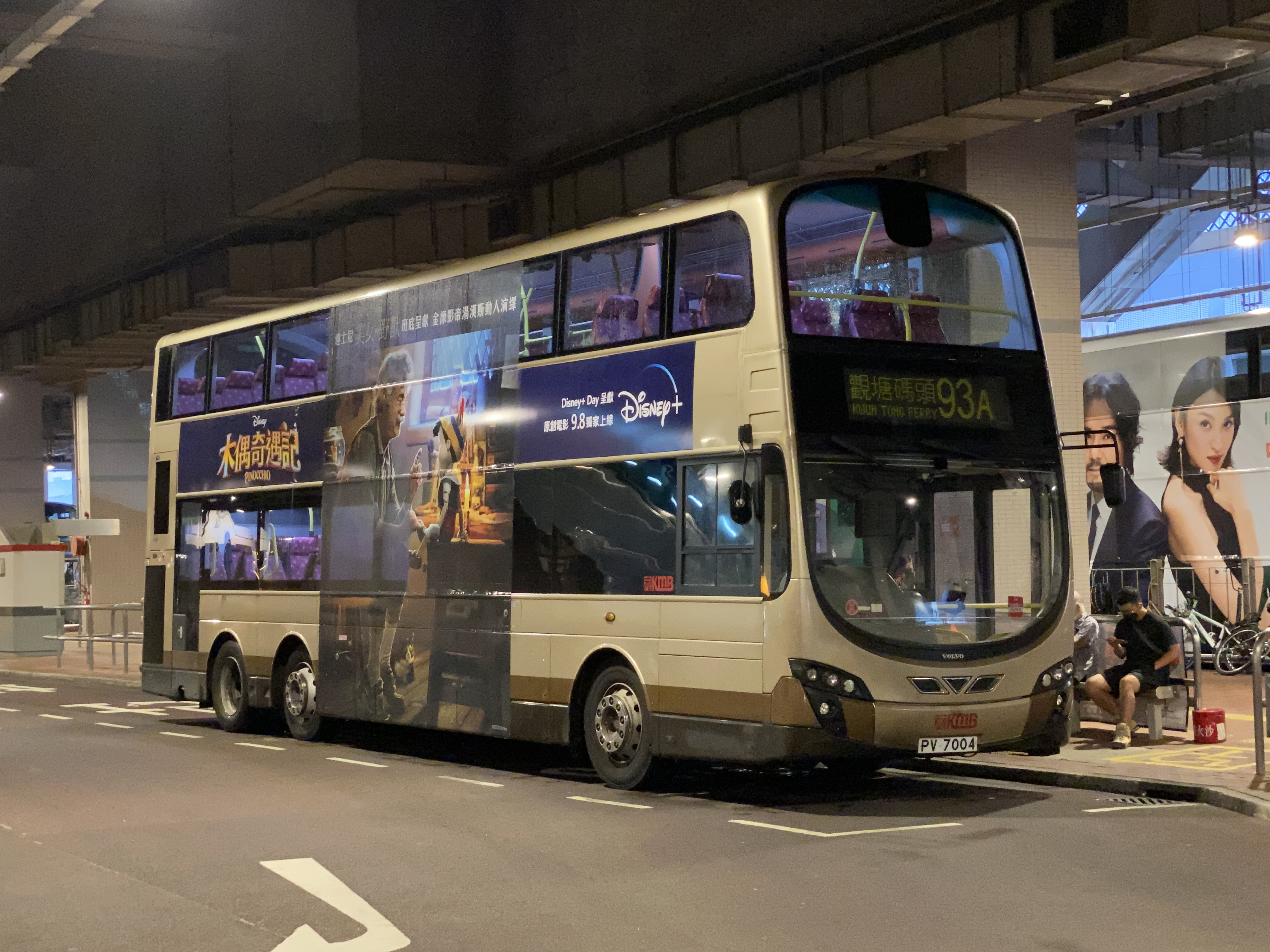
Um ônibus em Hong Kong com um cartaz do filme

Pinocchio (bra/prt: Pinóquio) é um filme dramático de fantasia musical americano dirigido por Robert Zemeckis a partir de um roteiro de Zemeckis e Chris Weitz, e produzido pela Walt Disney Pictures. O filme é uma adaptação CGI/live-action do filme homônimo de 1940, ele próprio baseado no livro italiano As Aventuras de Pinóquio, de Carlo Collodi. O filme será estrelado por Benjamin Evan Ainsworth, Tom Hanks, Luke Evans e Cynthia Erivo com Joseph Gordon-Levitt, Keegan-Michael Key e Lorraine Bracco em papéis de voz.
Os planos para um remake live-action de Pinocchio foram revelados pela primeira vez pela Disney em 2015, com Peter Hedges sendo definido para escrever o roteiro, antes de ser substituído por Weitz, enquanto Paul King se juntou ao filme como diretor em fevereiro de 2018, e a produção foi definida para começar em 2019, embora King tenha deixado o projeto em janeiro de 2019. Mais tarde, Zemeckis foi anunciado para dirigir o filme, com ele e Weitz sendo anunciados para escrever o roteiro. As filmagens começaram em março de 2021.
Teve participação no Framboesa de Ouro 2023.

## Elenco
- Benjamin Evan Ainsworth como Pinóquio, um boneco de madeira esculpido por Gepeto e transformado em um boneco vivo pela Fada Azul.[4]
- Tom Hanks como Gepeto, um entalhador solitário que constrói e cria Pinóquio como se ele fosse seu filho verdadeiro.[5]
- Luke Evans como O Cocheiro, proprietário e operador da Pleasure Island.[6]
- Cynthia Erivo como A Fada Azul

### Vozes
- Joseph Gordon-Levitt como Jiminy Cricket, um alegre, inteligente e engraçado cricket, que atua como "consciência" de Pinóquio[4]
- Keegan-Michael Key como "Honesto" John Worthington Foulfellow, um desonesto, enganador, analfabeto, pobre e ganancioso antropomórfico raposa vermelha e o principal antagonista que consola Pinóquio.
- Lorraine Bracco como Sofia, a Gaivota

## Produção

### Desenvolvimento
Em 8 de abril de 2015, foi anunciado que a Walt Disney Pictures estava desenvolvendo uma adaptação em live-action do filme de animação de 1940, Pinóquio. Peter Hedges teria escrito o roteiro do filme. Em 22 de maio de 2017, foi anunciado que Chris Weitz substituirá Hedges como roteirista, além de atuar como produtor, enquanto Sam Mendes estava em negociações para dirigir o projeto. Em 13 de novembro de 2017, Mendes deixou o cargo de diretor.
Em 20 de fevereiro de 2018, foi anunciado que Paul King seria definido para dirigir o filme, enquanto Andrew Milano seria anunciado para co-produzir o filme ao lado de Weitz, e a produção estava prevista para começar no final de 2018. Embora Jack Thorne tenha sido anunciado para reescrever o roteiro de Weitz, Weitz revelou em 21 de agosto de 2018 que o roteiro ainda estava sendo desenvolvido, bem como que a produção estava programada para acontecer na Inglaterra e Itália durante 2019. Em novembro de 2018, Simon Farnaby teria trabalhado em um novo rascunho para o filme. No entanto, em 13 de janeiro de 2019, foi relatado que King havia deixado o filme por "motivos familiares", enquanto a Disney era anunciada em busca de um novo diretor para o projeto.
Em 18 de outubro de 2019, foi relatado que Robert Zemeckis estava em negociações para dirigir o filme, enquanto a última versão do roteiro do filme foi escrita por Weitz, King e Farnaby, com Weitz e Milano ainda vinculados a o projeto como produtores. Em 24 de janeiro de 2020, foi confirmado que Zemeckis dirigirá o filme e escreverá um novo roteiro com Weitz. Também foi relatado que Jack Rapke e Jackie Levine servirão como produtores executivos.

### Elenco
Em 29 de novembro de 2018, foi relatado que Tom Hanks estava em negociações iniciais para interpretar Geppetto no filme, mas desistiu do projeto após a partida de King. Em agosto de 2020, Hanks voltou ao projeto. Hanks supostamente procurou o diretor Robert Zemeckis para o papel depois de ler o roteiro; os dois já trabalharam juntos nos filmes Forrest Gump (1994), Cast Away (2000) e The Polar Express (2004). Em janeiro de 2021, Luke Evans se juntou ao elenco quando o Coachman e Oakes Fegley entraram em negociações para interpretar Lampwick. Em março, Benjamin Evan Ainsworth foi escalado para o papel titular, com Cynthia Erivo, Joseph Gordon-Levitt, Keegan-Michael Key e Lorraine Bracco também adicionados. Erivo interpretará The Blue Fairy, enquanto Gordon-Levitt e Bracco dublarão Jiminy Cricket e um novo personagem, Sofia a Gaivota, respectivamente.

### Filmagens
As filmagens principais de Pinocchio começaram no dia 17 de março de 2021 em Toscana, Itália, sob o título provisório de Maestro. As filmagens foram concluídas em abril de 2021, de acordo com Benjamin Evan Ainswoth. Em 1º de janeiro de 2022, a atriz Cynthia Erivo compartilhou o primeiro vislumbre dela como a Fada Azul no filme.

## Música
Alan Silvestri, colaborador recorrente de Zemeckis, fará a trilha sonora do filme. Silvestri e Glen Ballard escreveram novas canções para o projeto, que também inclui canções do filme original.

## Lançamento
Em 29 de outubro de 2019, foi relatado que a Disney estava considerando lançar o filme em seu serviço de streaming, Disney+, devido às falhas de bilheteria de seu remake de 2019 de Dumbo e Maleficent: Mistress of Evil, embora tenha sido relatado que "um lançamento nos cinemas parece mais provável após a contratação de Robert Zemeckis como diretor". Em 9 de dezembro de 2020, o filme foi oficialmente anunciado para ser transferido para Disney+, embora uma data de lançamento não tenha sido anunciada. Em novembro de 2021, foi revelado que o filme estrearia no final de 2022. Em 9 de março de 2022, a primeira imagem do filme foi lançada, revelando que o filme seria lançado em setembro. Em 8 de setembro de 2022, o filme foi lançado no Disney+.